# Пузур-Мама
Пузур-Мама — правитель (лугаль) шумерского государства Лагаш (около XXII в до н. э.).
Современник царя Шаркалишарри. Сохранились надписи Пузур-Мамы, где говорится об одаривании его богами Нингирсу, Энки и Инанной.